# It's My Life Tour
Pour les articles homonymes, voir It's My Life.
Tournées par Tin Machine
Tin Machine Tour (1989)
Le It's My Life Tour est la deuxième et dernière tournée du groupe de rock Tin Machine. Elle prend place entre octobre 1991 et février 1992 afin de promouvoir le deuxième album du groupe, Tin Machine II.
Comme lors du Tin Machine Tour, le groupe se produit dans des petites salles, loin des grands stades remplis par David Bowie lors de ses tournées en solo. Les setlists ne comprennent encore une fois aucun des grands succès de Bowie et se composent uniquement de chansons de Tin Machine et de reprises d'autres artistes.
Le nom de la tournée fait référence au tatouage qui orne le dos du batteur Hunt Sales.

## Musiciens
- David Bowie : chant, guitare, saxophone alto, saxophone ténor
- Reeves Gabrels : guitare solo, chant
- Tony Sales : basse, chant
- Hunt Sales : batterie, chant
- Eric Schermerhorn : guitare rythmique, chant[1]

## Dates

### Segment européen
| Date             | Ville                 | Pays        | Salle                         | Remarques                                                   |
| ---------------- | --------------------- | ----------- | ----------------------------- | ----------------------------------------------------------- |
| 5 octobre 1991   | Milan                 | Italie      | Teatro Smeraldo               |                                                             |
| 6 octobre 1991   | Milan                 | Italie      | Teatro Smeraldo               |                                                             |
| 8 octobre 1991   | Florence              | Italie      | Palazetto dello Sport         |                                                             |
| 9 octobre 1991   | Rome                  | Italie      | Teatro Brancaccio             |                                                             |
| 10 octobre 1991  | Rome                  | Italie      | Teatro Brancaccio             |                                                             |
| 12 octobre 1991  | Munich                | Allemagne   | Circus Krone                  |                                                             |
| 14 octobre 1991  | Offenbach-sur-le-Main | Allemagne   | Stadthalle                    |                                                             |
| 15 octobre 1991  | Ludwigsbourg          | Allemagne   | Forum                         |                                                             |
| 17 octobre 1991  | Berlin                | Allemagne   | Neue Welt                     |                                                             |
| 19 octobre 1991  | Copenhague            | Danemark    | Falkoner Teatret              |                                                             |
| 21 octobre 1991  | Stockholm             | Suède       | Circus                        |                                                             |
| 22 octobre 1991  | Oslo                  | Norvège     | Oslo Konserthus (en)          |                                                             |
| 24 octobre 1991  | Hambourg              | Allemagne   | Docks (en)                    | Concert filmé pour la vidéo Tin Machine Live: Oy Vey, Baby. |
| 25 octobre 1991  | Hanovre               | Allemagne   | Music Hall                    |                                                             |
| 26 octobre 1991  | Cologne               | Allemagne   | E-Werk                        |                                                             |
| 28 octobre 1991  | Utrecht               | Pays-Bas    | Muziekcentrum Vredenburg (en) |                                                             |
| 29 octobre 1991  | Paris                 | France      | Olympia                       |                                                             |
| 30 octobre 1991  | Paris                 | France      | Zénith                        |                                                             |
| 31 octobre 1991  | Bruxelles             | Belgique    | Ancienne Belgique             |                                                             |
| 2 novembre 1991  | Wolverhampton         | Royaume-Uni | Civic Hall (en)               |                                                             |
| 3 novembre 1991  | Manchester            | Royaume-Uni | International 2               |                                                             |
| 5 novembre 1991  | Newcastle upon Tyne   | Royaume-Uni | Mayfair                       |                                                             |
| 6 novembre 1991  | Liverpool             | Royaume-Uni | Royal Court Theatre (en)      |                                                             |
| 7 novembre 1991  | Glasgow               | Royaume-Uni | Barrowlands (en)              |                                                             |
| 9 novembre 1991  | Cambridge             | Royaume-Uni | Corn Exchange (en)            |                                                             |
| 10 novembre 1991 | Brixton               | Royaume-Uni | Brixton Academy               |                                                             |
| 11 novembre 1991 | Brixton               | Royaume-Uni | Brixton Academy               |                                                             |

### Segment américain
| Date              | Ville         | Pays       | Salle                   | Remarques                                                                                          |
| ----------------- | ------------- | ---------- | ----------------------- | -------------------------------------------------------------------------------------------------- |
| 15 novembre 1991  | Upper Darby   | États-Unis | Tower Theater (en)      | |
| 16 novembre 1991  | Washington    | États-Unis | The Citadel             | |
| 17 novembre 1991  | Upper Darby   | États-Unis | Tower Theater (en)      | |
| 19 novembre 1991  | New Haven     | États-Unis | Toad's Place (en)       | |
| 20 novembre 1991  | Boston        | États-Unis | Orpheum Theater (en)    | Une chanson de ce concert figure sur l'album Tin Machine Live: Oy Vey, Baby.                       |
| 24 novembre 1991  | Providence    | États-Unis | New Campus Club         | |
| 25 novembre 1991  | New Britain   | États-Unis | The Sting               | |
| 27 novembre 1991  | New York      | États-Unis | Academy of Music (en)   | Deux chansons de ce concert (ou du suivant) figurent sur l'album Tin Machine Live: Oy Vey, Baby.   |
| 29 novembre 1991  | New York      | États-Unis | Academy of Music        | Deux chansons de ce concert (ou du précédent) figurent sur l'album Tin Machine Live: Oy Vey, Baby. |
| 1er décembre 1991 | Montréal      | Canada     | La Brique               | |
| 2 décembre 1991   | Montréal      | Canada     | La Brique               | |
| 3 décembre 1991   | Toronto       | Canada     | The Concert Hall        | |
| 4 décembre 1991   | Détroit       | États-Unis | Clubland (en)           | |
| 6 décembre 1991   | Cleveland     | États-Unis | Agora Metropolitan      | |
| 7 décembre 1991   | Chicago       | États-Unis | Riviera Theatre (en)    | Deux chansons de ce concert figurent sur l'album Tin Machine Live: Oy Vey, Baby.                   |
| 9 décembre 1991   | Dallas        | États-Unis | Bronco Bowl             | |
| 10 décembre 1991  | Houston       | États-Unis | Back Alley              | |
| 12 décembre 1991  | Hollywood     | États-Unis | Hollywood Palladium     | |
| 14 décembre 1991  | San Diego     | États-Unis | Spreckels Theater (en)  | |
| 15 décembre 1991  | San Diego     | États-Unis | Spreckels Theater (en)  | |
| 17 décembre 1991  | San Francisco | États-Unis | Warfield Theatre (en)   | |
| 18 décembre 1991  | San Francisco | États-Unis | Warfield Theatre (en)   | |
| 20 décembre 1991  | Seattle       | États-Unis | Paramount Theatre       | |
| 21 décembre 1991  | Vancouver     | Canada     | Commodore Ballroom (en) | |

### Segment asiatique
| Date            | Ville     | Pays  | Salle                         | Remarques |
| --------------- | --------- | ----- | ----------------------------- | --- |
| 29 janvier 1992 | Kyoto     | Japon | Kyoto Kaikan                  | |
| 30 janvier 1992 | Osaka     | Japon | Festival Hall                 | |
| 31 janvier 1992 | Osaka     | Japon | Festival Hall                 | |
| 2 février 1992  | Fukuoka   | Japon | Kōsei Nenkin Kaikan           | |
| 3 février 1992  | Hiroshima | Japon | Kōsei Nenkin Kaikan           | |
| 5 février 1992  | Tokyo     | Japon | NHK Hall                      | |
| 6 février 1992  | Tokyo     | Japon | NHK Hall                      | |
| 7 février 1992  | Yokohama  | Japon | Yokohama Bunka Taiikukan (en) | |
| 10 février 1992 | Sapporo   | Japon | Kōsei Nenkin Kaikan           | Une chanson de ce concert (ou du suivant) figure sur l'album Tin Machine Live: Oy Vey, Baby.                     |
| 11 février 1992 | Sapporo   | Japon | Kōsei Nenkin Kaikan           | Une chanson de ce concert (ou du précédent) figure sur l'album Tin Machine Live: Oy Vey, Baby.                   |
| 13 février 1992 | Sendai    | Japon | Sunplaza Hall (en)            | |
| 14 février 1992 | Omiya     | Japon | Soniku City Hall              | |
| 17 février 1992 | Tokyo     | Japon | Nippon Budokan                | Dernier concert de Tin Machine. Deux chansons de ce concert figurent sur l'album Tin Machine Live: Oy Vey, Baby. |

## Chansons jouées
- De Tin Machine : Heaven's in Here, Tin Machine, Crack City, I Can't Read, Under the God, Amazing, Bus Stop, Pretty Thing, Sacrifice Yourself, Baby Can Dance
- De Tin Machine II : Baby Universal, One Shot, You Belong in Rock 'n' Roll, If There Is Something, Amlapura, Betty Wrong, You Can't Talk, Stateside, Shopping for Girls, A Big Hurt, Sorry, Goodbye Mr. Ed
- Reprises d'autres artistes : 
  - A Hard Rain's a-Gonna Fall (Bob Dylan)
  - April in Paris (Vernon Duke)
  - Baby, Please Don't Go (Big Joe Williams)
  - Debaser (Pixies)
  - Don't Start Me Talkin' (Sonny Boy Williamson II)
  - Dream On Little Dreamer (Perry Como)
  - Fever (Little Willie John)
  - Go Now (The Moody Blues) – chantée par Tony Sales
  - I Feel Free (Cream)
  - I'm a King Bee (Slim Harpo)
  - I'm Waiting for the Man (The Velvet Underground)
  - In Every Dream Home a Heartache (Roxy Music)
  - I've Been Waiting for You (Neil Young) – chantée par Reeves Gabrels
  - Shakin' All Over (Johnny Kidd and the Pirates)
  - Somewhere (Leonard Bernstein & Stephen Sondheim)
  - Throwaway (Mick Jagger)
  - Wild Thing (The Troggs)
  - (You Caught Me) Smilin' (Sly and the Family Stone)
  - You Must Have Been a Beautiful Baby (Dick Powell)